# Alissonotum camerunum
Alissonotum camerunum är en skalbaggsart som beskrevs av Hermann Julius Kolbe 1905. Alissonotum camerunum ingår i släktet Alissonotum och familjen Dynastidae. Inga underarter finns listade i Catalogue of Life.